# 이쿠타 류세이
이쿠타 류세이(일본어: 生田 竜聖, 1988년 6월 13일 ~ )는 일본 홋카이도 출신의 후지 TV 아나운서이다.

## 약력
- 신장 180 cm, 체중 62 kg.
- 친형은 배우 이쿠타 토마.[1][2]
- 주오대학 부속 고등학교, 주오 대학 법대 졸업.
- 후지 TV, TV 아사히 아나운서 시험에 동시 합격, 2011년 후지 TV 입사.[3]
- 2012년 12월 25일 후지 TV의 선배 아나운서이자 5살 연상의 아키모토 유리와 결혼했으나, 2018년 4월 이혼했다.

### 에피소드
- 중학교 시절에는 검도부 소속으로 초단을 갖고 있다.
- 아나운서 입사 시험에서는 형의 이름을 밝히지 않고 도전했지만, 최종 면접에서 알려졌다라고 말하고 있다.[4]
- 주오대학교 출신의 후지 TV 아나운서는 2006년 닛폰 방송에서 이적한 쿠리무라 사토루 이후 처음이다.
- 형 토마와는 프라이빗에서도 사이가 좋고, 2012년 3월 16일 후지 TV 《와랏테 이이토모》에서 형제간의 첫 공동 출연을 했다.

## 출연 방송
- 처깅턴 선데이 (네비게이터 2011년 10월 2일 ~ )
- 메자마시 TV ("코코 조" 화요일 담당, 2011년 10월 4일 ~ )
- 와랏테 이이토모! (금요일 전화 아나운서, 2011년 10월 7일 ~ )
- BS 후지 NEWS (월요일 낮 담당, 2011년 10월 ~ )
- 이쿠타군, 하이! (2012년 4월 ~ ) ※첫 레귤러 프로그램
- 오노로케 (2012년 4월 ~ )
- 논스톱! (2012년 4월 ~ ) 화요일·목요일 발표자

## 과거 출연한 방송
- HEY! HEY! HEY! (중계 출연, 2011년 7월 18일)